# Münchens pendeltåg
|  | Unknown BSicon "extSTRa" |

| Unknown BSicon "tSTRa" | Unknown BSicon "extSTR" |

| Unknown BSicon "tSBHF" | Unknown BSicon "extSBHF" |

| Unknown BSicon "tSHST" | Unknown BSicon "extSTR" |

| Unknown BSicon "tSBHF" | Unknown BSicon "extSBHF" |

| Unknown BSicon "tSHST" | Unknown BSicon "extSTR" |

| Unknown BSicon "tSHST" | Unknown BSicon "extSTR" |

| Unknown BSicon "tSTRe" | Unknown BSicon "extSTR" |

| Unknown BSicon "SBHF" | Unknown BSicon "extSBHF" |

| Straight track | Unknown BSicon "extSTRe" |

|  | Unknown BSicon "extSTRa" |

| Unknown BSicon "tSTRa" | Unknown BSicon "extSTR" |

| Unknown BSicon "tSBHF" | Unknown BSicon "extSBHF" |

| Unknown BSicon "tSHST" | Unknown BSicon "extSTR" |

| Unknown BSicon "tSBHF" | Unknown BSicon "extSBHF" |

| Unknown BSicon "tSHST" | Unknown BSicon "extSTR" |

| Unknown BSicon "tSHST" | Unknown BSicon "extSTR" |

| Unknown BSicon "tSTRe" | Unknown BSicon "extSTR" |

| Unknown BSicon "SBHF" | Unknown BSicon "extSBHF" |

| Straight track | Unknown BSicon "extSTRe" |

Münchens pendeltåg, S-Bahn är tillsammans med tunnelbanan och spårvagnarna en av Münchens viktigaste lokaltrafikdelar. S-bahn är en förkortning av Stadtschnellbahn (pendeltåg). S-Bahn har många stationer med övergång till tunnelbanan (U-Bahn) och nätet knyter samman stora delar av München. 
Det finns 8 linjer, kallade S1-S4, S6-S8 och S20. Linjerna har i allmänhet ändstationer omkring 40 km (fågelvägen) från centrum. Bland annat nås flygplatsen.
Münchens S-Bahn byggdes inför de Olympiska sommarspelen 1972 utifrån flera redan existerande pendeltågsbanor. S-Bahn skapades genom att man byggde en tunnel från München Hauptbahnhof till Bahnhof München Ost genom Münchens innerstad, den så kallade stamsträckan. En andra stamsträcka är under byggnation och planeras att invigas 2035, ursprungligen 2028.
Till skillnad från S-bahn i Berlin och Hamburg, men i likhet med svenska pendeltåg använder pendeltågen i München samma elsystem som fjärrtågen, 16 2/3 Hz, 16 kV. De första tågen var de så kallade Olympiatågen, ET420. Tåg av samma modell kom senare att användas som förstärkningståg för Stockholms pendeltåg under benämningen X420.  

## Linjer
| Linje | Sträcka                                                                             |
| ----- | ----------------------------------------------------------------------------------- |
| S1    | Freising / Munich International Airport — München Hauptbahnhof — München Ostbahnhof |
| S2    | Petershausen / Altomünster — München Hauptbahnhof — Erding                          |
| S3    | Mammendorf — München Hauptbahnhof — Holzkirchen                                     |
| S4    | Geltendorf — München Hauptbahnhof — Ebersberg                                       |
| S6    | Tutzing — München Hauptbahnhof — Ebersberg                                          |
| S7    | Wolfratshausen — München Hauptbahnhof — Kreuzstraße                                 |
| S8    | Herrsching — München Hauptbahnhof — Munich International Airport                    |
| S20   | München-Pasing — Höllriegelskreuth                                                  |

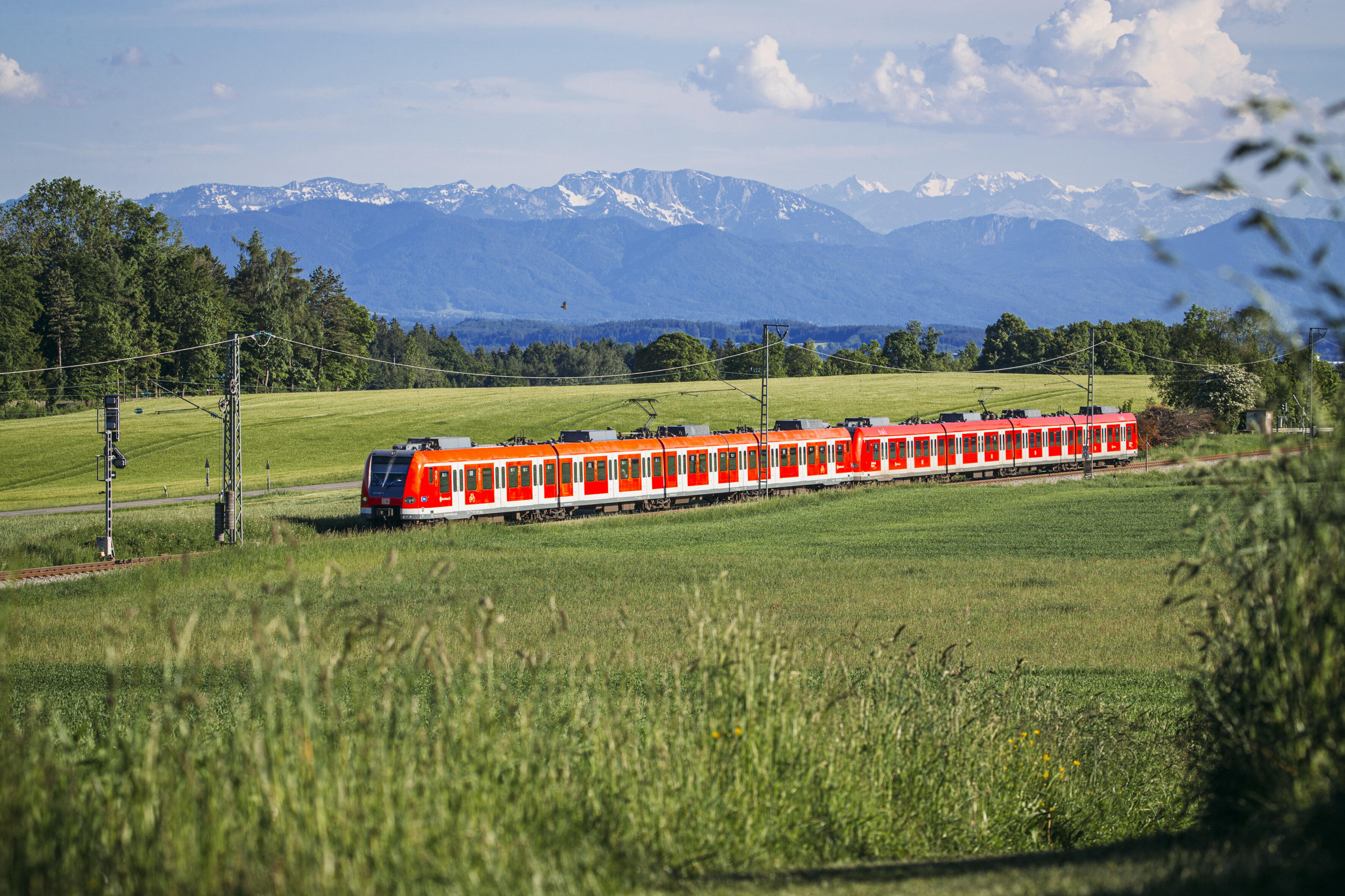
S-Bahn
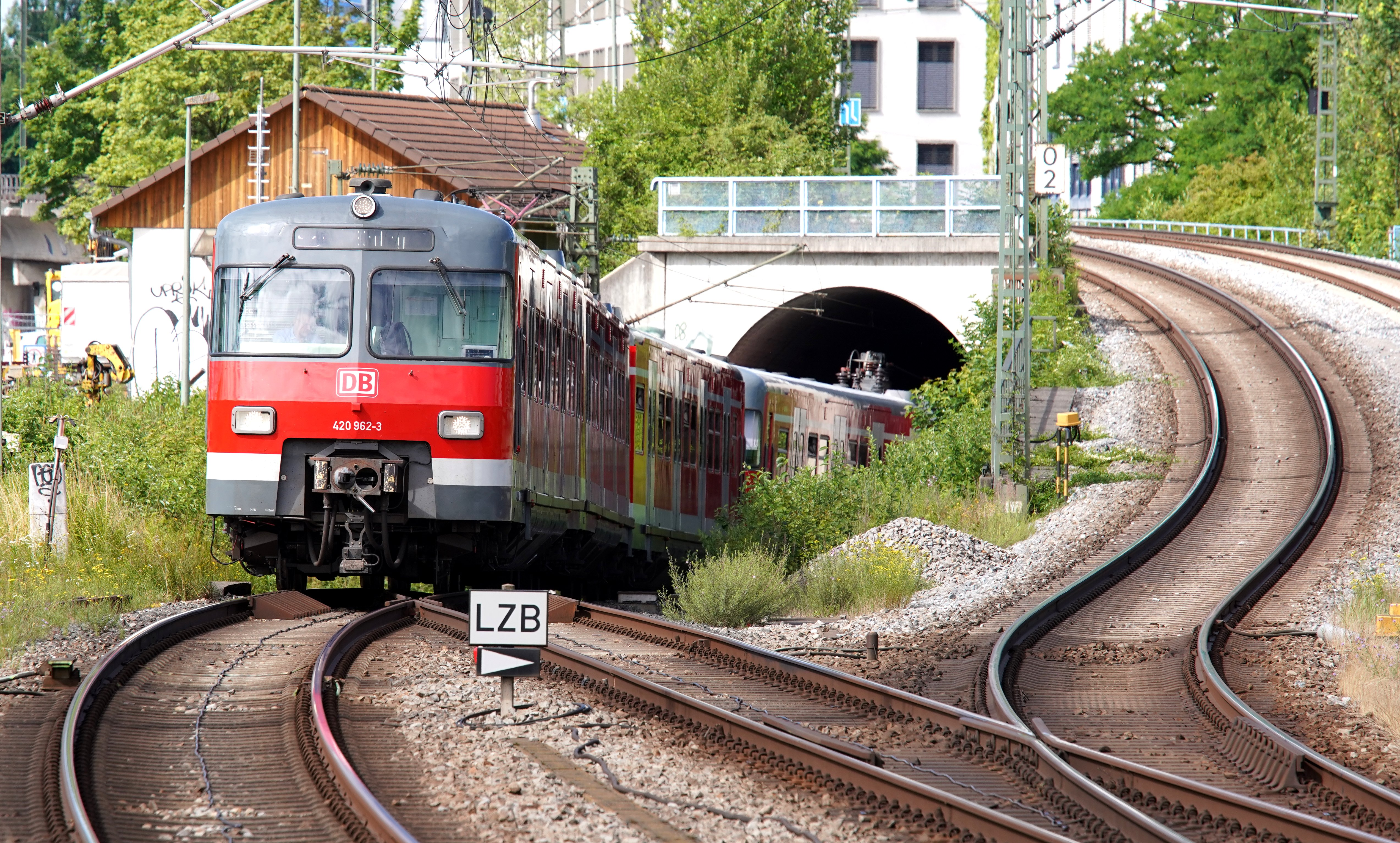
S-Bahn lämnar Stamsträckans tunnel
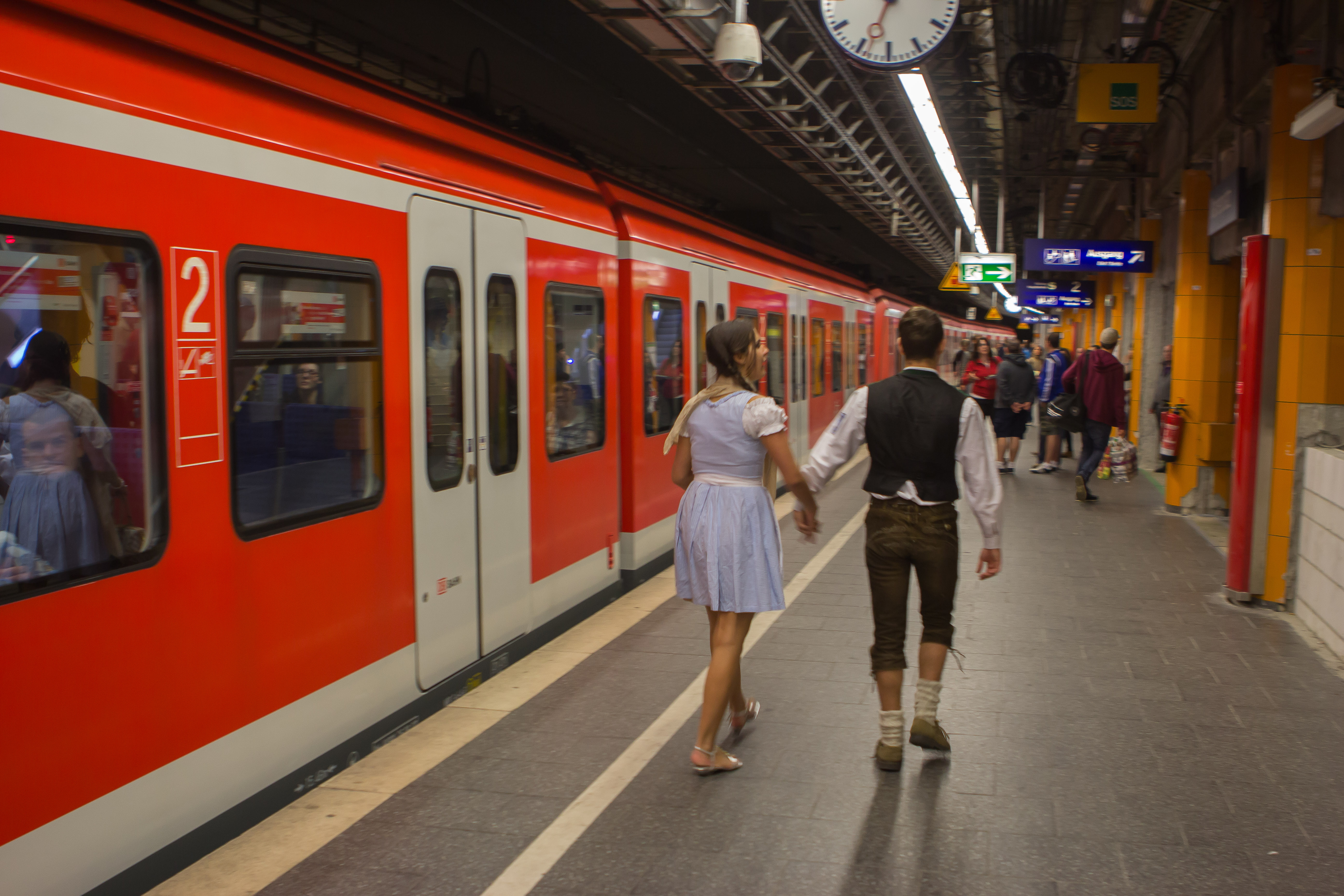
Marienplatz